# Shared decision making v psychiatrii
Princip shared decision making (SDM) spočívá v procesu, kde se pacient a odborník společně rozhodují a přispívají k rozhodnutí o medikaci. A to v první řadě tím, že sdílejí informace a zodpovědnost. Na straně odborníka jde o to, že pacientovi vysvětluje dostupné možnosti léčby. Do tohoto procesu je zahrnut názor pacienta na možnou léčbu a následně diskuze s odborníkem o pacientových hodnotách a preferencích. Výsledkem je společné rozhodnutí o dané léčbě, které nejlépe odpovídá tomu, jak si to přeje pacient.
Tento princip je užíván spíše obecně ve zdravotnictví v rámci přístupu zaměřeného na pacienta. V oblasti psychiatrie se tento princip teprve rozvíjí.
SDM můžeme vidět jako odpověď na Antipsychiatrické hnutí, ale i zmírnění nežádoucích účinků. Je to poměrně nový přístup, který eliminuje nedostatky psychofarmak.

## Účinnost u pacientů
U mladších pacientů, u pacientů s pozitivním postojem k léčbě, nebo u pacientů, kteří mají větší sebeúčinnost. Dokonce bylo dokázáno, že princip SDM snižuje počet hospitalizovaných.

## Výzkumy
Systematické recenze dokazují, že pacienti, kteří se aktivně účastnili rozhodování o své léčbě a medikaci, byli více spokojeni s danou péčí. Měli méně nejistot ohledně konfliktního rozhodování, které se týkalo riskujících faktorů léčby, zklamání z nepovedené léčby, nebo konfliktu s osobními hodnotami. Je to nástroj, který pomáhá pacientovi porozumět zásadním informacím o léčbě.
Sampogna a Del Vecchio podle různých studií tvrdí, že lidé se závažným duševním onemocněním si opravdu přejí být zahrnuti do rozhodování o jejich péči a možnost mluvit do ní. Dokonce tito pacienti vykazují vyšší zájem o SDM než pacienti v běžném zdravotnictví. Pro pacienty možnost SDM představuje větší uspokojení a víru v léčbu. Výsledkem může dokonce být fakt, že SDM přispívá k celkovému uzdravení pacienta.
Dle výsledků studie Sampogna a Del Vecchia v poslední době odborníci zavádějí SDM podle individuálních situací, kdy berou v potaz vážnost duševního onemocnění, nebo aktuální fázi duševního onemocnění pacienta.

## Nedostatky v současné psychiatrii
Podle různých studií odborníci v této oblasti nemají dostatečné komunikační schopnosti, nebo zkušenosti s používáním SDM. V nejhorším případě dokonce aplikují paternalistický styl rozhodování nad pacientovou léčbou. Dále tyto studie zmiňují bariéry, které jsou evidentní u těchto odborníků. Například je problém nakolik odborník vnímá pacientovu schopnost účastnit se SDM jako možnou. Nebo u odborníků panuje polemika nad tím, zdali budou mít dost času na takové konzultace. A v neposlední řadě odborníci pochybují nad pacientovým výsledným očekáváním.

## Zlepšení situace
Podle Sampogny a Del Vecchia je zavedení SDM do praxe závislé na komplexní kombinaci zkušeností, intuice, nacvičování a získávání důkazů u jednotlivých odborníků. Také je samozřejmě potřeba větší ochoty pro zavedení SDM.